# Strachy na Lachy
Strachy na Lachy (kiedyś Międzymiastówka Muzykująca Grabaż i Strachy na Lachy) – polski zespół muzyczny, grający różne odmiany rocka, założony w 2002 przez Krzysztofa „Grabaża” Grabowskiego i Andrzeja „Kozaka” Kozakiewicza.
Zespół na początku znany był jako Grabaż + Ktoś Tam Jeszcze, jednak po ich pierwszym koncercie w Legnicy zespół zmienił nazwę na Grabaż i Strachy na Lachy i w składzie Krzysztof „Grabaż” Grabowski, Andrzej „Kozak” Kozakiewicz, Longin „Lo” Bartkowiak i Mariusz „Maniek” Nalepa ruszył w pierwszą trasę koncertową. Po niej do grupy dołączyli Rafał „Kuzyn” Piotrowiak i Sebastian „Anem” Czajkowski, a sam zespół zmienił nazwę na Międzymiastówka Muzykująca Grabaż i Strachy na Lachy. Pod koniec 2003 ukazała się pierwsza płyta bandu, zatytułowana po prostu Strachy na Lachy. Od września 2005 zespół nosi nazwę Strachy na Lachy. W tym samym czasie do zespołu oficjalnie został przyjęty nowy członek – Arkadiusz „Pan Areczek” Rejda, akordeonista. 15 grudnia 2012 z zespołu odszedł Arkadiusz Rejda. Podczas koncertów grupy na instrumentach klawiszowych gra Tomasz „Tom Horn” Rożek, wieloletni współpracownik i realizator wszystkich płyt Strachów na Lachy.
11 stycznia 2013 na antenie radia Eska Rock miał premierę singiel „I can’t get no gratisfaction”, który zapowiadał album pt. !To! wydany 9 lutego tego samego roku. Wiosną 2017 z zespołu odszedł Tom Horn, a nowym klawiszowcem został Łukasz Sokołowski. 29 września 2017 grupa wydała album pt. Przechodzień o wschodzie, który był promowany singlami: „Twoje motylki” i „Co się z nami stało”.

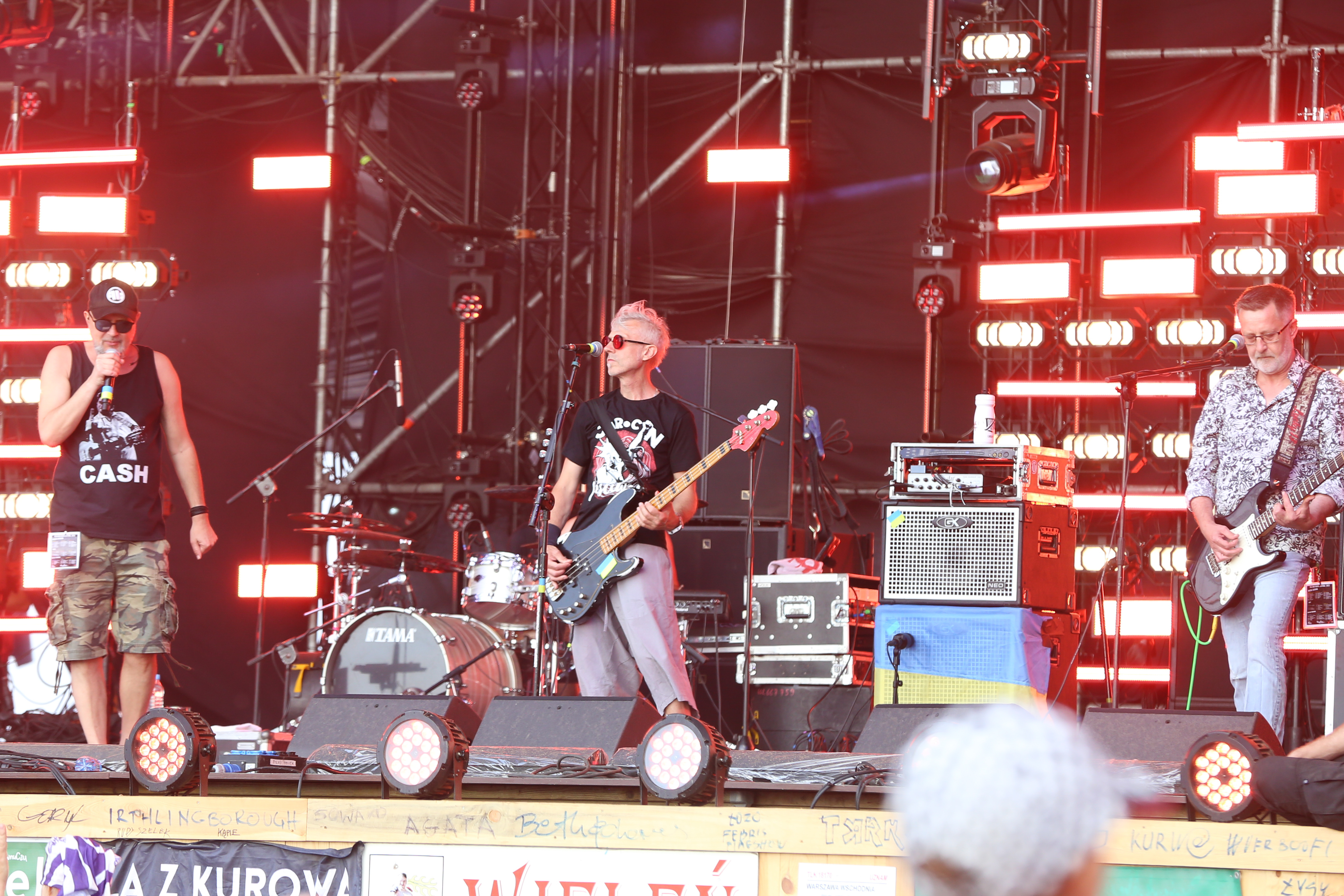
Strachy na Lachy na Pol’and’Rock Festival 2022

## Muzycy
Obecny skład zespołu
- Krzysztof „Grabaż” Grabowski – śpiew, gitara
- Andrzej „Kozak” Kozakiewicz – gitara
- Rafał „Kuzyn” Piotrowiak – perkusja
- Longin „Lo” Bartkowiak – gitara basowa
- Mariusz „Maniek” Nalepa – konga, gitara, harmonijka ustna, śpiew
- Łukasz Sokołowski – klawisze

Byli członkowie
- Sebastian „Anem” Czajkowski – instrumenty klawiszowe – do września 2007
- Arkadiusz „Pan Areczek” Rejda – akordeon, instrumenty klawiszowe – do grudnia 2012

## Dyskografia

### Albumy
| 2003                           | Strachy na Lachy - Data: 8 grudnia 2003 - Wydawca: S.P. Records           | –  |                   |
| 2005                           | Piła tango - Data: 7 listopada 2005 - Wydawca: S.P. Records               | 4  | - złota płyta     |
| 2007                           | Autor - Data: 22 października 2007 - Wydawca: S.P. Records                | 3  | - złota płyta     |
| 2008                           | Zakazane piosenki - Data: 22 września 2008 - Wydawca: S.P. Records        | 4  | - złota płyta     |
| 2010                           | Dodekafonia - Data: 22 lutego 2010 - Wydawca: S.P. Records                | 1  | - platynowa płyta |
| 2011                           | Dekada - Data: 21 października 2011 - Wydawca: S.P. Records               | 10 | - złota płyta     |
| 2013                           | !To! - Data: 9 lutego 2013 - Wydawca: S.P. Records                        | 1  | - złota płyta     |
| 2017                           | Przechodzień o wschodzie - Data: 29 września 2017 - Wydawca: S.P. Records | 5  |                   |
| 2021                           | Piekło - Data: 1 października 2021 - Wydawca: S.P. Records                | 4  | - złota płyta     |
| „–” pozycja nie była notowana. |                                                                           |    |                   |

### Notowane utwory
| 2004                           | „BTW – mamy tylko siebie”                  | 16 | 23 |
| 2005                           | „Dzień dobry kocham cię”                   | 8  | 2  |
| 2006                           | „Piła tango”                               | 12 | 3  |
| 2006                           | „Moralne salto”                            | 4  | 4  |
| 2007                           | „Jedna taka szansa na 100”                 | 14 | 20 |
| 2007                           | „Czerwony autobus”                         | 19 | –  |
| 2007                           | „Walka Jakuba z aniołem”                   | 16 | 7  |
| 2008                           | „Po prostu pastelowe”                      | 15 | 2  |
| 2009                           | „Wariat”                                   | 17 | 5  |
| 2009                           | „Żyję w kraju”                             | 1  | 2  |
| 2010                           | „Ostatki – nie widzisz stawki”             | 3  | 3  |
| 2010                           | „Twoje oczy lubią mnie”                    | 7  | 2  |
| 2010                           | „Chory na wszystko”                        | 12 | 2  |
| 2012                           | „Awangarda, jazz i podziemie”              | 22 | 3  |
| 2012                           | „Mokotów”                                  | 13 | 9  |
| 2013                           | „I can’t get no gratisfaction”             | 5  | 1  |
| 2013                           | „Bankrut... bankrutowi”                    | 22 | 19 |
| 2017                           | „Twoje motylki”                            | 27 | –  |
| 2017                           | „Co się z nami stało”                      | 10 | –  |
| 2018                           | „Obłąkany obłok” (gościnnie: Itsmisslilly) | 6  | 15 |
| 2018                           | „Katastrofa szczęścia”                     | 18 | –  |
| „–” pozycja nie była notowana. |                                            |    |    |

### Teledyski
| Rok  | Tytuł | Reżyseria                |
| ---- | --- | ------------------------ |
| 2003 | „Krew z szafy” |                          |
| 2004 | „BTW (Mamy tylko siebie)” |                          |
| 2005 | „Dzień dobry kocham cię” |                          |
| 2006 | „Piła tango” |                          |
| 2006 | „Moralne salto” |                          |
| 2007 | „Jedna taka szansa na 100” | Dawid Karwatka           |
| 2007 | „Czerwony autobus” |                          |
| 2008 | „Po prostu pastelowe” (cover piosenki zespołu Malarze i Żołnierze) Realizacja: Copyradek & Pitold Technika: animacja poklatkowa (8 kl/sec, razem ok. 3500 zdjęć) | Piotr Pitold Maciejewski |
| 2009 | „Wariat” (cover piosenki zespołu Rejestracja) | Piotr Pitold Maciejewski |
| 2009 | „Żyję w kraju” | Piotr Pitold Maciejewski |
| 2010 | „Ostatki – nie widzisz stawki” | Piotr Pitold Maciejewski |
| 2010 | „Twoje oczy lubią mnie” |                          |
| 2012 | „Mokotów” |                          |
| 2013 | „I can’t get no gratisfaction” |                          |
| 2013 | „Żeby z tobą być” |                          |
| 2017 | „Twoje motylki” | Sławomir Pietrzak        |
| 2017 | „Co się z nami stało” | Sławomir Pietrzak        |
| 2018 | „Obłąkany Obłok” (gościnnie: Itsmisslilly) | Sławomir Pietrzak        |
| 2018 | „Katastrofa Szczęścia” | Sławomir Pietrzak        |
| 2021 | „Niebotyczne wniebowstąpienie” | Sławomir Pietrzak        |
| 2021 | „Zachmurzony w tobie” | Sławomir Pietrzak        |
| 2022 | „Łuski krokodyla” | Sławomir Pietrzak        |

## Nagrody i wyróżnienia
| Rok  | Kategoria                      | Tytułem          | Nagroda                                         | Nota      | Źródło |
| ---- | ------------------------------ | ---------------- | ----------------------------------------------- | --------- | ------ |
| 2010 | Muzyka rozrywkowa – wydarzenie | Strachy na Lachy | Nagroda Muzyczna Programu Trzeciego – „Mateusz” | Nominacja | [ 24 ] |